# Maurice Kempf
Pour les articles homonymes, voir Kempf.
Maurice Kempf est un industriel du textile et un homme politique français né le 26 janvier 1888 à Moyenmoutier (Vosges) et décédé le 11 octobre 1947 à Saint-Dié.

## Biographie
Marie Jean Maurice Kempf est le troisième enfant d'Eugène Kempf, industriel cotonnier à Saint-Dié, décédé en 1917, et d'Hortense Félicité Marie Adrien. Appelé de la classe 1908, il fait son service militaire au 62e régiment d'artillerie à Épinal d'octobre 1909 à octobre 1911. Vers 1910, il collabore à la toute nouvelle rubrique sportive du quotidien nancéien L'Est républicain.
Il est mobilisé en août 1914 au 12e régiment d'artillerie. Il est blessé à Vacqueville en Meurthe-et-Moselle le 24 août 1914 par un éclat d'obus à la tête. Il est réformé en février 1916 pour blessure à la tête et réduction du champ de vision ayant eu lieu en 1914, après avoir reçu en octobre 1915 la médaille militaire et la croix de guerre avec palme. Il était sous-officier, en l'occurrence maréchal des logis.
Cet ancien combattant est le trésorier de l'Association des mutilés de Saint-Dié. Cela lui permet de figurer sur la liste de droite menée par Maurice Flayelle aux élections législatives de novembre 1919, et d'être élu député des Vosges en 1919 avec le moins de voix en raison du fait qu'il est un industriel et avec des attaches royalistes[réf. nécessaire]. Il est inscrit au groupe de l'Entente républicaine démocratique. Il suit la politique de Bloc national mais s'abstient sur la politique extérieure de 1920 et contre celle d'Aristide Briand. Il est alors particulièrement virulent dans la Chambre, attaquant les socialistes contre la journée de huit heures, les syndicats et défendant l'incident de Corfou[réf. nécessaire]. Il ne se représente pas en 1924 car discrédité auprès de Flayelle[réf. nécessaire]. Il tente de faire une liste indépendante avec l'appui de l'Union nationale des combattants qui, cependant, refuse[réf. nécessaire].
Il se porte à nouveau candidat lors des élections législatives de 1928, qui se font désormais au scrutin uninominal, à Saint-Dié. Mais il échoue contre Constant Verlot, élu dès le premier tour.
Parallèlement, il dirige avec son frère aîné Henri les filatures et tissages de l'enclos, société anonyme constituée en 1909, au capital d'1,2 million de francs, disposant d'usines à Moyenmoutier et à Saint-Maurice-sur-Moselle et employant 350 ouvriers. Il dirige la filature de la Vaxenaire, fondée par son père à Saint-Dié.
Il épouse à Paris le 17 mai 1924 Marie Geneviève Suzanne Michaux, dont il divorcera. Il vit à Paris, rue de Rivoli, à partir de 1933. Il reçoit la croix de chevalier de la Légion d'honneur l'année de sa mort. Une croix décernée par le ministère des Armées, au titre de mutilé de guerre.

## Distinctions
- Chevalier de la Légion d'honneur (19 mars 1947)[10]
- Médaille militaire
- Croix de guerre 1914–1918, palme de bronze